# 電子黒板

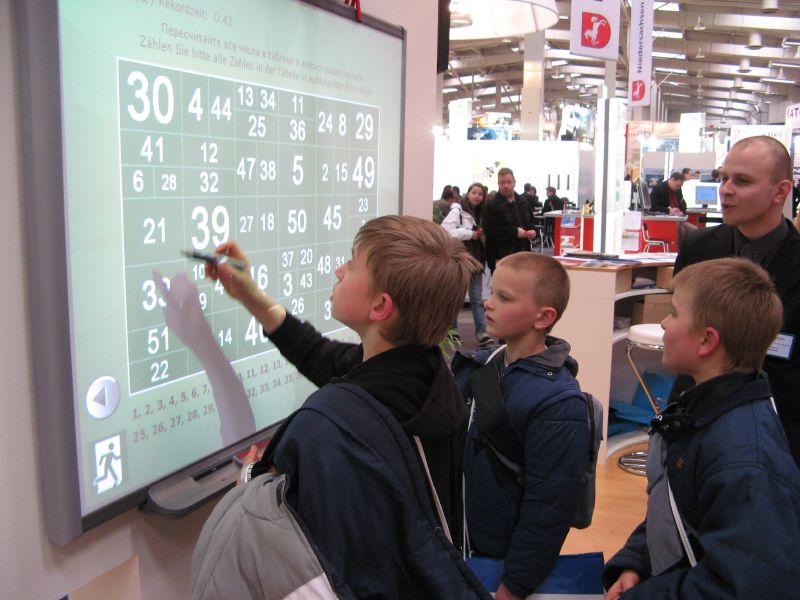
CeBIT(2007)で展示されていたインタラクティブ・ホワイトボード

電子黒板（でんしこくばん）または、インタラクティブ・ホワイトボード（英: Interactive Whiteboard（通称:IWB）、または 英: Interactive board または 英: Smart board）とは、1991年にSMART Technologies Inc.（カナダ）が発明したコンピュータのデスクトップを投影する2次元表面型のデバイスであり、ユーザーがその表面上に行ったことをコンピュータに入力する機能を備えている。電子黒板としての利用も可能だが、プロジェクターと共に使用することにより汎用的な対話型コンピュータスクリーンとなる。
様々な場面で利用可能であり、学校、ビジネスでのプレゼンテーション、共同作業などが主な用途とされる。
1. 大スクリーン上で接続されたPCにあるソフトウェアを直接操作する。例えばウェブブラウザなども利用可能。
2. ホワイトボード（あるいは似たような表面）にユーザーが描いたものをソフトウェアに直接取り込む。
3. 手書き文字認識と組み合わせた利用も可能。

類似のシステムとしてタッチパネルがあるが、ホワイトボード並みの大きさではかなり高価になる。

## 入力方式
インタラクティブ・ホワイトボードは、1991年にカナダのスマート・テクノロジーズ社が開発した。USBやシリアルポート、あるいはBluetoothなどの無線でコンピュータと接続する。このためのデバイスドライバを接続するコンピュータにインストールしておく必要がある。このドライバは指やスタイラスの位置やホワイトボード表面への接触状態をマウスの動きかデジタルインクに変換する。このため、ホワイトボード表面が感圧式になっているか、赤外線を使った位置検知システムなどを使用している。以下、インタラクティブ・ホワイトボードの5種類の方式を解説する。
デジタル感圧型2枚の電気伝導性のシートの間に微妙な空隙がある。これに触れると表面のシートが接触し、その部分で通電する。シートの電気抵抗値によって接触した座標がわかる。つまり、この方式では指でもスタイラスでも使うことができる。ボード上に指やスタイラスで圧力を加えると2枚のシートが接触して電気信号が発生し、コンピュータに渡される。
電磁気型タブレットと同じ方式。ボード表面の直下にX軸方向とY軸方向のワイヤが埋め込まれていて、コイルを埋め込んだスタイラスとの電磁誘導で接触位置がわかる。スタイラスは電源供給型（バッテリー内蔵か、ホワイトボード本体から有線で電源供給）と電源を使用しない型（ボード側で電気信号を発生）がある。動きを伴うような部品が存在しない。専用の電子ペン/スタイラス以外のもの、たとえば指などは使用できない。正確度はプロジェクターの解像度に依存する。ボード内の磁気センサーが磁気ペンによって活性化され、信号をコンピュータに送る。この場合、マウスを浮かせた状態の効果や右クリックを含めたマウス機能全てをサポートすることが多い。
レーザー型ホワイトボードの上辺の両端に赤外線レーザーが設置されている。レーザー光線がホワイトボード表面を灯台の光のように監視している。スタイラスやマーカーについている反射板がレーザー光線を反射することで、その位置を検知する。マーカーあるいはスタイラスは電源不要だが、反射テープを使用する方法や、CMOSカメラを使用したDViT方式（特許成立済）が最初に登場した。CMOSカメラを使用し、指やスタイラスで位置検出を行う方法がある。
赤外線、超音波型上下左右に赤外線発光素子を置き、縦横斜めに赤外線を走らせ　遮られた位置を検出することにより、座標を拾う方式。ホワイトボード表面を押すと専用電子ペンが超音波を発し、2個の超音波マイクロフォンがそれをキャッチし、音の到達時間の差から三角法的に位置を計算することにより検出位置の精度を上げているものもある。
この場合もホワイトボードの表面は何でもよいが、指やスタイラスで位置検索を行う。特殊な例としてマーカーまたはスタイラスには電源が必須なものもあり、それ以外のものでは位置を検出できない。
光学・赤外線型ホワイトボード表面を指やマーカーで押すとボード上の表面を監視している赤外線発光装置とCMOSカメラなどの受光装置によって三角法的に位置を計算するDViT方式や赤外線イメージセンサ方式がある。この場合もホワイトボードの表面は何でもよく、指で操作でき特別なペンは不要である。また、赤外線イメージセンサ方式では、複数点のタッチができるなどの利点がある。
デジタル感圧型機種以外は、電子黒板ソフトウェア自体が特別なアプリケーションであり、電子黒板ソフトウェアにWindowsの方式を採っていないためWindowsのメニューやタスクバーは使用できない。

## コンピュータ画面の投影
コンピュータ画面の投影には以下の方式がある。
フロントプロジェクションホワイトボードの前方からプロジェクタで投影する方式。この方式の欠点は、操作者がスクリーンの前に立つと体の影ができてしまう点である。感圧式では、指や通常の指し棒をスタイラスとして使えるものもある。
リアプロジェクションプロジェクタがボードの後方から透過的に投影する方式。操作者が観客や生徒に向きあったときにプロジェクタの光で目が眩むことがない。しかし、フロントプロジェクションよりも高価で大型であり、後方に広いスペースが必要などの問題がある。2008年になり、リアプロジェクションは家庭用も業務用も含めソニー、JVRをはじめ各社がこの事業から撤退している。
短焦点プロジェクション一部メーカーから短焦点プロジェクションが可能なシステムが発売されている。この場合、プロジェクタはホワイトボードに投影が可能である。これにより、影の問題も軽減される。ホワイトボードとプロジェクタを一体化した機種もある。

## 位置合わせ
多くの場合、ボード表面とコンピュータ画面の表示位置との位置合わせが必要である。例えば、一連のドットを表示して、ユーザーがそのドットを押していくことで位置合わせが行われる。一般的ではないがホワイトボード表面に仕込まれた光センサで自動的な位置合わせを行う方式もある（特許 7,001,023）。ただし、この方式ではボード表面に光センサーを埋め込むため、通常の表面に何箇所か穴が開いたような状態になるので通常の電子黒板としては使いづらいと思われる。

## 学校での利用
欧米ではインタラクティブ・ホワイトボードの学校への導入が進んでいる。教育ソフト、Webサイトなどコンピュータの画面上に表示できるものなら何でも表示し生徒に見せることができる。プロジェクタはコンピュータと接続すればインタラクティブ・ホワイトボードとして使用でき、「オブジェクト」を使用できる機種では教材作成がきわめて容易であり、極めて効果的な授業が可能である。DVDプレイヤーなどと接続することも可能である。
さらに、授業でホワイトボード上に教師が描いたことを記録しておき、後で生徒に配布することもできる。これは復習の意味もあるし、授業を休んだ生徒にとっても有用である。さらに記録を印刷しないで時系列的なデータとし、同時に教師の音声を録音して付与することで授業を再現することが可能となる。
日本では、プロジェクタタイプだけでなく、大画面薄型テレビ形式のディスプレイを使用したシステムの学校への導入が進んでいる。
多くの業者がインタラクティブ・ホワイトボードに加えて教室での応答システムを提供している。例えば、何らかの問題を表示し、その答えを全生徒から得るといった使い方ができる。
また、黒板とは違い、チョークを使用しないので、気管支炎などチョークの粉塵が原因で起こる人体への影響をなくすことができる。
2013年11月、沖縄県石垣市は公立の小中学校全校（小学校20校及び中学校9校）の全ての教室に電子黒板を導入することとなった。

## オフィスでの利用
オフィスでは、議事録の代わりとして、コピーボードやインタラクティブ・ホワイトボードを使うことが多い。

### インタラクティブ・ホワイトボードの活用
プレゼンテーションでは、プレゼンテーションソフトウェアと組み合わせて使い、その場での手書き要素も用いることで単なるスライドショー以上の効果を発揮する。スライドショーへの直接手書きを保存できる機種もある。インタラクティブ・ホワイトボードと遠隔データ会議も活用すれば出張も減り、CO2削減にも貢献できる。